# Louis Lang
 (juillet 2017).
Si vous disposez d'ouvrages ou d'articles de référence ou si vous connaissez des sites web de qualité traitant du thème abordé ici, merci de compléter l'article en donnant les références utiles à sa vérifiabilité et en les liant à la section « Notes et références ».
Louis Lang (né le 4 février 1921 à Baden, décédé le 16 septembre 2001 à Baden) est une personnalité politique suisse, membre du Parti socialiste.

## Biographie
Louis Lang est né le 4 février 1921 à Baden. Il est le fils de Louis Franz Lang, commerçant, et de Marie Rüede. Après avoir effectué sa scolarité à la Stiftsschule Engelberg, il étudie le droit aux universités de Zurich et de Bâle. Il obtient un doctorat.
Par la suite, Louis Lang est greffier dans les tribunaux de Baden et de Zoug de 1949 à 1952. Il effectue un stage dans une société d'assurances, puis obtient son brevet d'avocat dans le canton de Zoug en 1953. Il dirige alors un cabinet d'avocat, d'abord à Baden, puis à Turgi.
Louis Lang, qui a épousé Heidi Marie Schärrer, décède le 16 septembre 2001 à Baden à l'âge de 80 ans.

## Carrière politique
Louis Lang est élu en 1961 au Grand Conseil du canton d'Argovie pour le compte du Parti socialiste. Il y siège jusqu'en 1969. Parallèlement, il est membre du Conseil National de 1967 à 1969. En 1969, il est élu au Conseil d'État, le gouvernement du canton d'Argovie. Il y dirige jusqu'en 1985 le Département de l'Intérieur, auquel sera adjoint pendant son mandat le domaine de l'énergie. Il préside le Conseil d'État à trois reprises, en 1972-1973, 1976-1977 et 1981-1982. Contrairement à nombre de ses camarades de parti, Louis Lang est favorable à l'énergie nucléaire. Après avoir quitté le Conseil d'État, il siège pendant quatre ans à l'exécutif de la commune de Turgi.